# Piacenza Football Club 1919-1920
Questa pagina raccoglie le informazioni riguardanti il Piacenza Football Club nelle competizioni ufficiali della stagione 1919-1920.

## Stagione
Nella stagione 1919-1920 il Piacenza ha disputato il girone emiliano del campionato di Promozione. Con 13 punti ha vinto il torneo davanti al Parma; le prime quattro classificate sono state ammesse al campionato di Prima Categoria.

## Rosa
| N. |                   | Ruolo | Calciatore      |
| -- | ----------------- | ----- | --------------- |
|    | Italia (bandiera) | P     | Carlo Armani    |
|    | Italia (bandiera) | C     | Angelo Boselli  |
|    | Italia (bandiera) | C     | Bossola         |
|    | Italia (bandiera) | C     | Luigi Cella     |
|    | Italia (bandiera) | A     | Ceresa          |
|    | Italia (bandiera) | P     | Egidio Fontana  |
|    | Italia (bandiera) | A     | Ugo Galimberti  |
|    | Italia (bandiera) | A     | Mario Giumanini |
|    | Italia (bandiera) | C     | Carlo Marelli   |

| N. |                   | Ruolo | Calciatore        |
| -- | ----------------- | ----- | ----------------- |
|    | Italia (bandiera) | D     | Meani             |
|    | Italia (bandiera) | D     | Michele Paleari   |
|    | Italia (bandiera) | D     | Mario Luigi Raina |
|    | Italia (bandiera) | A     | Mario Ronchetti   |
|    | Italia (bandiera) | C     | Sala I            |
|    | Italia (bandiera) | C     | Sala II           |
|    | Italia (bandiera) | A     | Senta             |
|    | Italia (bandiera) | D     | Amedeo Vezzani    |
|    | Italia (bandiera) | C     | Gaetano Ziliani   |